# Etgar Keret
Etgar Keret (en hebreu אתגר קרת) és un escriptor, guionista i director de cinema israelià.
Va néixer a Tel-Aviv el 20 d'agost de 1967, a una família d'arrels poloneses. Els seus pares varen sobreviure a l'Holocaust. Viu a Tel-Aviv amb la seva esposa, Shira Geffen, i el seu fill, Lev.
És professor a la Universitat Ben Gurion del Negev (Beersheba) i la Universitat de Tel-Aviv. El 2010 va ser condecorat Cavaller de les Arts i les Lletres pel Ministeri de Cultura de França.
La crítica el considera el màxim exponent de la narrativa moderna en hebreu. Etgar Keret fa servir un llenguatge senzill per explicar històries on conviuen la vida quotidiana amb l'humor negre i el surrealisme. Els seus llibres de contes són els que han tingut més èxit, tant a Israel, on són supervendes, com a la resta del món, on s'han traduït a més de trenta idiomes i han guanyat diferents premis literaris. El 1999 cinc dels seus contes varen ser traduïts a l'anglès i adaptats com a novel·la gràfica, amb el títol de Jetlag. L'Editorial Proa ha publicat en català el seu llibre De sobte truquen a la porta (2013), amb el comentari "Absolutament recomanable" de l'escriptor Quim Monzó a la faixa. La Segona Perifèria ha publicat en català el seu llibre de memòries Set anys de plenitud (2022)
Ha col·laborat en nombrosos guions per cinema i televisió. El primer llargmetratge que va dirigir, Malka Lev Adom (1996), va obtenir el màxim guardó de l'Acadèmia Israeliana de Cinema i el primer premi al Festival Internacional d'Acadèmies de Cinema a Múnic, Alemanya. Va escriure el guió de la pel·lícula d'animació El sentit de la vida (2008), inspirada en alguns dels seus relats. El 2007 va guanyar la Càmera d'Or al Festival de Cinema de Canes per la pel·lícula Meduzot (Meduses), escrita amb la seva dona, Shira Geffen.